# هایماشکر
هایماشکر (به مجاری:  Hajmáskér) یک شهرداری در مجارستان است که در ناحیه وسپرم واقع شده‌است. هایماشکر ۳۸٫۱۴ کیلومتر مربع مساحت و ۲٬۹۷۴ نفر جمعیت دارد.